# Owologia

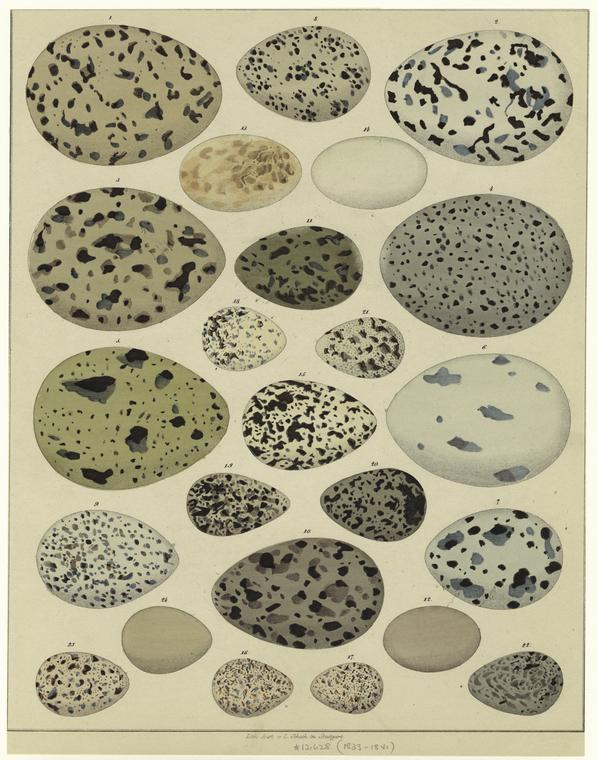
Oologia zajmuje się m.in. badaniem ptasich jaj

Owologia inaczej oologia (łac. ovo - jajo) – dział ornitologii zajmujący się badaniem budowy, ubarwienia, wielkości, kształtu i zmienności wewnątrzgatunkowej jaj, m.in. jaj ptasich. Była ona dziedziną, w której dominowały metody muzealno-opisowe, natomiast praca terenowa polegała na skolekcjonowaniu całych zniesień. Obecnie głównym nurtem oologii jest biometria jaj i określanie wielkości zniesień, którego dane dostarczają istotnych informacji o międzypopulacyjnej zmienności wielkości jaj. Umożliwiają również ustalanie wielkości strat gniazdowych.